# 如來藏經
大方等如來藏經（梵語：Tathāgatagarbha Sūtra），共一卷，東晉 天竺三藏佛陀跋陀羅漢譯，收入《大正藏》第十六冊。內容敘述釋迦佛陀在王舍城耆闍崛山中，寶月講堂栴檀重閣，為金剛慧菩薩為首的佛弟子，及從無量佛剎來集之六十恒河沙菩薩摩訶薩、與無央數天龍八部，開演大方等經名如來藏。舉九喻而說一切眾生皆有如來藏，宣揚一切眾生皆有如來藏、佛性。

## 內容
佛言：「善男子！我以佛眼觀一切眾生，貪欲恚癡諸煩惱中，有如來智、如來眼、如來身，結加趺坐儼然不動。善男子！一切眾生，雖在諸趣煩惱身中，有如來藏常無染污，德相備足如我無異。又善男子！譬如天眼之人觀未敷花，見諸花內有如來身結加趺坐，除去萎花便得顯現。如是善男子！佛見眾生如來藏已，欲令開敷為說經法，除滅煩惱顯現佛性。善男子！諸佛法爾，若佛出世若不出世，一切眾生如來之藏常住不變。但彼眾生煩惱覆故，如來出世廣為說法，除滅塵勞，淨一切智。善男子！若有菩薩信樂此法，專心修學便得解脫，成等正覺，普為世間施作佛事。」

### 偈頌
爾時世尊以偈頌曰:「譬如萎變花，其花未開敷，天眼者觀見，如來身無染，除去萎花已，見無礙導師，為斷煩惱故，最勝出世間，佛觀眾生類，悉有如來藏，無量煩惱覆，猶如穢花纏，我為諸眾生，除滅煩惱故，普為說正法，令速成佛道，我已佛眼見，一切眾生身，佛藏安隱住，說法令開現。」
「眾生如來藏，猶如巖樹蜜，結使塵勞纏，如群蜂守護，我為諸眾生，方便說正法，滅除煩惱蜂，開發如來藏。」　

## 譯本
漢文譯本有三：
1、《大方等如來藏經》，東晉，佛陀跋陀羅譯。（简称：晋译）
2、《大方廣如來藏經》，唐，不空譯。（简称：唐译）
3、《如來藏經》，谈锡永譯。（简称：新译）
另有谈锡永上师的对旧释（晋译与唐译）的疏释论文一篇发表于《「如来藏经」密意》一书。

## 現代考證
高崎直道、印順等學者，皆認為《如來藏經》是如來藏學派中現存最早的經典，也是最早提出如來藏名詞的經典。寶性論中多引用如來藏經的內容。